# Fernando Gago
Fernando Rubén Gago (Ciudadela, 10 april 1986) is een Argentijns voetbalcoach en voormalig profvoetballer die doorgaans als centrale middenvelder speelde. Gago was van 2007 tot en met 2017 international in het Argentijns voetbalelftal, waarvoor hij 61 interlands speelde. Hij speelde in 2008 ook in het Argentijns olympisch team dat goud won. Naast de Argentijnse nationaliteit is Gago ook in het bezit van een Italiaans paspoort.

## Clubvoetbal
Gago debuteerde op 5 december 2004 in het eerste elftal van Boca Juniors, na eerder in de jeugd van de Argentijnse topclub te hebben gespeeld. Bij Boca Juniors werkte hij zich op tot een vaste waarde en de middenvelder werd geroemd om zijn uitstekende spelinzicht. Gago kreeg de bijnaam El Principito (Het Prinsje) en hij werd vergeleken met zijn landgenoot Fernando Redondo en de Spanjaard Josep Guardiola. Met Boca Juniors veroverde Gago meerdere prijzen. Tweemaal werd hij Argentijns landskampioen (Apertura 2005, Clausura 2006) en bovendien won hij met de Copa Sudamericana (2005) en de Recopa Sudamericana (2005, 2006) drie internationale prijzen.
Eind 2006 hadden zowel Real Madrid als FC Barcelona belangstelling voor Gago. Uiteindelijk was de interesse van Real Madrid het concreetst en in december 2006 werd de overstap van Gago van Boca Juniors naar Los Merengues bekendgemaakt. De transfersom die door Real Madrid voor de Argentijn werd betaald bedroeg twintig miljoen euro. Hiermee is Gago de op twee na duurste Argentijnse speler die de overstap van zijn eigen land naar Spanje maakte.
Gago debuteerde op januari 2007 voor Real Madrid in de competitiewedstrijd tegen Deportivo de La Coruña (2-0 nederlaag)." Tijdens het seizoen 2011-2012 werd hij door Real Madrid uitgeleend aan het Italiaanse AS Roma.
 Op 19 juli 2012 tekende hij een vierjarig contract bij de Spaanse club Valencia CF. Op 31 januari 2013 besloot Valencia CF om Gago voor zes maanden uit te lenen aan CA Vélez Sársfield.
In november 2020 besloot Gago op 34-jarige leeftijd te stoppen met professioneel voetbal, na aanhoudend blessureleed.

## Clubstatistieken
| Seizoen | Club                 | Competitie       | Duels | Goals |
| ------- | -------------------- | ---------------- | ----- | ----- |
| 2004/05 | Boca Juniors         | Primera División | 15    | 0     |
| 2005/06 | Boca Juniors         | Primera División | 34    | 0     |
| 2006/07 | Boca Juniors         | Primera División | 19    | 1     |
| 2006/07 | Real Madrid          | Primera División | 13    | 0     |
| 2007/08 | Real Madrid          | Primera División | 31    | 0     |
| 2008/09 | Real Madrid          | Primera División | 26    | 1     |
| 2009/10 | Real Madrid          | Primera División | 18    | 0     |
| 2010/11 | Real Madrid          | Primera División | 4     | 0     |
| 2011/12 | → AS Roma            | Serie A          | 30    | 1     |
| 2012/13 | Valencia CF          | Primera División | 13    | 0     |
| 2012/13 | → CA Vélez Sársfield | Primera División | 4     | 0     |
| 2013/14 | Boca Juniors         | Primera División | 20    | 0     |
| 2014    | Boca Juniors         | Primera División | 10    | 1     |
| 2015    | Boca Juniors         | Primera División | 14    | 2     |
| 2016    | Boca Juniors         | Primera División | 11    | 0     |
| 2016/17 | Boca Juniors         | Primera División | 16    | 2     |
| 2017/18 | Boca Juniors         | Primera División | 6     | 0     |
| 2018/19 | Boca Juniors         | Primera División | 8     | 0     |
| 2019/20 | Vélez Sarsfield      | Primera División | 13    | 0     |
| 2020/21 | Vélez Sarsfield      | Primera División | 1     | 0     |

## Erelijst
| Competitie                 |              |                                                      |              |              |
| Competitie                 | Aantal       | Jaren                                                |              |              |
| Boca Juniors               | Boca Juniors | Boca Juniors                                         | Boca Juniors | Boca Juniors |
| -------------------------- | ------------ | ---------------------------------------------------- | ------------ | ------------ |
| Copa Sudamericana          | 1x           | 2005                                                 |              |              |
| Recopa Sudamericana        | 2x           | 2005, 2006                                           |              |              |
| Primera División (winnaar) | 5x           | 2005 Apertura, 2006 Clausura, 2015, 2016/17, 2017/18 |              |              |
| Copa Argentina             | 1x           | 2015                                                 |              |              |
| Real Madrid                |              |                                                      |              |              |
| Kampioen Primera División  | 2x           | 2006/07, 2007/08                                     |              |              |
| Copa del Rey               | 1x           | 2010/11                                              |              |              |
| Vélez Sarsfield            |              |                                                      |              |              |
| Kampioen Primera División  | 1x           | 2012/13                                              |              |              |

| Competitie              | Winnaar        | Winnaar        | Runner-up      | Runner-up      | Derde          | Derde          |
| Competitie              | Aantal         | Jaren          | Aantal         | Jaren          | Aantal         | Jaren          |
| Argentinië –20          | Argentinië –20 | Argentinië –20 | Argentinië –20 | Argentinië –20 | Argentinië –20 | Argentinië –20 |
| ----------------------- | -------------- | -------------- | -------------- | -------------- | -------------- | -------------- |
| WK voetbal –20          | 1x             | 2005           |                |                |                |                |
| Argentinië –23          |                |                |                |                |                |                |
| Olympisch kampioenschap | 1x             | 2008           |                |                |                |                |
| Argentinië              |                |                |                |                |                |                |
| WK voetbal              |                |                | 1x             | 2014           |                |                |
| Copa América            |                |                | 1x             | 2015           |                |                |

## Trainersloopbaan
Hij tekende in januari 2021 bij Aldosivi, waar hij aan zijn eerste baan als hoofdtrainer begon. In september 2021 stapte hij op na zes nederlagen op rij. In oktober 2021 werd hij hoofdtrainer van Racing Club.